# Київський електромеханічний коледж
Київський електромеханічний фаховий коледж — навчальний заклад з підготовки фахівців залізничного транспорту, метрополітену та інших галузей.

## Історія
Коледж веде історію з 1876 року, коли відкрилася Технічна залізнична школа станції Київ рос. «Для доставления необходимого технического образования лицам, предназначенным к службе во второстепенных технических железнодорожных должностях».
У 1905 школа була розширена та змінила назву на Київське технічне залізничне училище, яке готувало фахівців для служби тяги, служби руху та телеграфу, служби ремонту колій і споруд.
З 1918 Київське технічне залізничне училище було реорганізовано в Київський механічний технікум, при якому в 1920 році створено електромеханічне відділення, а з 1921 року на базі цього відділення почав працювати Київський електротехнікум залізничного транспорту (КЕТ НКШС).
У 1921—1922 в технікумі навчався радянський письменник Микола Островський.
У 1930—1931 роках технікум змінив назву на електрокомбінат, а згодом був перейменований на Київський електромеханічний технікум НКШС.
1941 року 170 курсантів і викладачів технікуму добровільно пішли на фронти німецько-радянської війни. Чотирьом з них було присвоєно звання Героя Радянського Союзу.
У 1941 році понад 300 курсантів, викладачів та працівників технікуму брали участь у будівництві оборонних укріплень навколо Києва.
Того ж року навчально-лабораторна база, викладацький склад та частина курсантів були евакуйовані до міста Єкатеринбурга (тоді — Свердловська), де відразу було поновлено навчальний процес. Тут викладачі, працівники і курсанти технікуму брали участь у будівництві цехів оборонних підприємств та на залізничних будівництвах спеціального призначення № 36 та № 513. Серед тих, хто неодноразово відзначався, викладачі технікуму Бартновский А. Л., Індиченко Ф. М., Ластовський М. С., Масловський Г. В.
Багато випускників технікуму брали участь у бойових діях. В боях загинули колишні курсанти: Герой Радянського Союзу Степовий М. Ф.; командир партизанського з'єднання Козлов Я. П., відомий в Чехословаччині та Польщі як полковник Богун і багато інших.
Після звільнення м. Києва в 1944 році технікум був реевакуйований до міста Києва, де викладачі, курсанти та працівники брали активну участь у відновленні м. Києва. За короткий термін зуміли відновити навчально-лабораторну базу технікуму і розпочати підготовку необхідних для залізниці фахівців.
В 1956 році технікум переїхав до нового відбудованого приміщення на Проспекті Повітряних Сил, 35.
Наказом Міністерства освіти і науки, молоді та спорту України від 22 червня 2012 року № 739 Київський електромеханічний технікум залізничного транспорту імені Миколи Островського перейменовано у Державний вищий навчальний заклад «Київський електромеханічний коледж».

## Відзнаки
У період повоєнної відбудови колектив технікуму неодноразово відзначався Урядовими нагородами, грамотами, дипломами, преміями.
1956 року Указом Президії Верховної Ради СРСР, враховуючи досягнення колективу технікуму, йому присвоєне звання М.Островського.
9 квітня 1976 року за високі показники технікум був нагороджений Почесним дипломом Міністерства шляхів сполучення та ЦК профспілок працівників залізничного транспорту, Почесною грамотою Президії Верховної Ради України.
У 1996 році технікум став першим переможцем і першим володарем Перехідного Прапору за перемогу в змаганні серед вищих навчальних закладів Укрзалізниці незалежної України.

## Художня самодіяльність і спорт
Художні і спортивні колективи коледжу — неодноразові призери районних, міських, обласних та державних оглядів-конкурсів, змагань.
Спортсмени коледжу протягом багатьох років стають переможцями комплексних спартакіад серед студентів м. Києва, Укрзалізниці та Південно-Західної залізниці. Серед випускників коледжу є чемпіони світу, Європи, України та призери змагань, майстри спорту: Артамонова І., Гуменюк О., Цуцень Г., Шерстньов В., Пузирьов В. та багато інших.

## Видатні випускники
Особлива гордість коледжу — його випускники, які досягли багато в житті. Серед них:
- Голова Київської міської Ради Згурський В. А.;
- перший заступник Міністра зв'язку СРСР Сергійчук К. Я.;
- перший заступник Міністра комунального господарства УРСР Бугаєнко В. С.;
- доктор технічних наук, проректор Московського лісогосподарського інституту, професор Танцюра П. П.;
- доктор технічних наук, зав. кафедри УкрДАЗТ, професор Котляренко М. Ф.;
- кандидат економічних наук, колишній проректор КІНГ Бобров О. М.;
- доктор технічних наук, зав. кафедри КПІ, професор Карновський М. І.;
- Заслужений винахідник, двічі лауреат Державної премії Танцюра А. А.;
- заступник начальника Військової Академії протиповітряної оборони Сухопутних Сил РФ з навчальної роботи, член-кореспондент Академії Військових наук, професор, генерал-лейтенант Полупанов І. П.;
- народний депутат Верховної Ради України, директор заводу «Азовсталь» Литюк А. І.;
- Кузнєцов Владислав Олексійович (нар. 1992) — солдат Збройних сил України, учасник російсько-української війни;
- Макушенко Григорій Григорович (1924—1999) — український фахівець у галузі радіолокаційної техніки та автоматики. Учасник німецько-радянської війни. Лауреат Державної премії СРСР, кавалер орденів СРСР;
- Очеретяний Володимир Анатолійович (1977—2016) — молодший сержант Збройних сил України, учасник російсько-української війни;
- Ярошенко Андрій Вікторович  (1982—2015) — військовий 55-ї бригади, учасник російсько-української війни.

З числа випускників коледжу великий загін складають керівники Укрзалізниці, служб Південно-Західної та інших залізниць, метрополітену.